# Cromato de ferro(III)
Cromato de ferro(III) é um composto inorgânico de fórmula química Fe2(CrO4)3. É um sólido amarelo-bronze que é insolúvel em água.

### Propriedades
O cromato de ferro(III) é um composto estável que não reage com o ar ou a água em condições normais. No entanto, é sensível à luz e pode se decompor em óxido de ferro(III) e óxido de cromo(VI) quando exposto à luz solar direta.

#### Preparação
O cromato de ferro(III) pode ser preparado pela reação entre o sulfato de ferro(III) e o cromato de sódio:
Fe2(SO4)3 + 3Na2CrO4 → Fe2(CrO4)3 + 3Na2SO4 

## Aplicações
O cromato de ferro(III) é utilizado em diversas aplicações, incluindo:
Pigmentação: O cromato de ferro(III) é utilizado como pigmento em tintas, vernizes e plásticos devido à sua cor amarelo-bronze. 
Catalisador: O cromato de ferro(III) é utilizado como catalisador em reações químicas, incluindo a produção de polietileno. 
Fotografia: O cromato de ferro(III) é utilizado em processos fotográficos, incluindo a produção de papel fotográfico. [5]

### Segurança
O cromato de ferro(III) é considerado um composto tóxico e perigoso para a saúde humana e o meio ambiente. Pode causar irritação nos olhos, pele e vias respiratórias, além de ser carcinogênico. 

## Descoberta
Cromato de ferro(III) foi descoberto por Samuel Hibbert-Ware em 1817 enquanto visitava Shetland.